# Nicolas Bonnet (homme politique)
Pour les articles homonymes, voir Nicolas Bonnet et Bonnet.
Nicolas Bonnet, né le 11 février 1981 à Clermont-Ferrand, est un homme politique français, élu en 2024 député de la troisième circonscription du Puy-de-Dôme pour la XVIIe législature de la Cinquième République française.

## Biographie
Nicolas Bonnet est né à Clermont-Ferrand et a grandi à Issoire,. Diplômé de l'ISIMA de Clermont-Ferrand en 2003, il s'oriente vers le métier d'ingénieur en informatique et modélisation,.

## Engagement politique et associatif
Nicolas Bonnet s'engage en politique en adhérant aux Verts en 2006. Après avoir été secrétaire régional d'Europe-Écologie-les-Verts pour l'Auvergne de 2011 à juin 2016, il a exercé le rôle de Président du Conseil fédéral, fonction qui s'achèvera en novembre 2019.
En parallèle, il s'engage dans plusieurs associations, notamment au sein du groupe local de Greenpeace. Intéressé par les questions de qualité de l'air, il siège au bureau d'ATMO France,[source insuffisante].
Élu au Conseil municipal de la ville de Clermont-Ferrand en mars 2014, il est réélu en 2020 où il exerce la fonction de 2e adjoint au maire de Clermont-Ferrand chargé de la nature en ville, des mobilités actives et de la qualité de l'air, de l'agriculture, de l'alimentation et de la restauration et siège à Clermont Auvergne Métropole.
Nicolas Bonnet est élu député de la 3e circonscription du Puy-de-Dôme lors des élections législatives de 2024 et siège en Commission du Développement durable et de l'Aménagement du territoire.
À la suite de son élection à l'Assemblée nationale, il met fin à ses fonctions exécutives au conseil municipal de la ville de Clermont-Ferrand et à Clermont Auvergne Métropole mais reste conseiller municipal et métropolitain.

## Synthèse des résultats électoraux

### Élections législatives
| Année | Parti et coalition | Parti et coalition | Circonscription   | 1er tour | 1er tour | 1er tour | 2d tour | 2d tour | 2d tour | Issue |
| Année | Parti et coalition | Parti et coalition | Circonscription   | Voix     | %        | Rang     | Voix    | %       | Rang    | Issue |
| ----- | ------------------ | ------------------ | ----------------- | -------- | -------- | -------- | ------- | ------- | ------- | ----- |
| 2017  |                    | EELV               | 3e du Puy-de-Dôme | 5 260    | 11,04    | 4e       |         |         |         | Battu |
| 2022  |                    | EELV (NUPES)       | 3e du Puy-de-Dôme | 14 363   | 30,08    | 1er      | 23 458  | 46,91   | 2e      | Battu |
| 2024  |                    | LÉ (NFP)           | 3e du Puy-de-Dôme | 20 470   | 31,72    | 1er      | 23 815  | 37,12   | 1er     | Élu   |

### Élections cantonales
| Année | Parti et coalition | Parti et coalition | Canton                      | 1er tour | 1er tour | 1er tour | 2d tour      | 2d tour      | 2d tour      |
| Année | Parti et coalition | Parti et coalition | Canton                      | Voix     | %        | Rang     | Voix         | %            | Issue        |
| ----- | ------------------ | ------------------ | --------------------------- | -------- | -------- | -------- | ------------ | ------------ | ------------ |
| 2011  |                    | EELV               | Clermont-Ferrand-Nord-Ouest | 676      | 16,82    | 3e       | Non qualifié | Non qualifié | Non qualifié |